# Oltre il giardino
Oltre il giardino (Being There) è un film del 1979 diretto da Hal Ashby, con Peter Sellers, Shirley MacLaine, Melvyn Douglas, presentato in concorso al Festival di Cannes 1980. La pellicola è tratta dal romanzo Presenze dello scrittore polacco Jerzy Kosinski, il quale ne ha anche scritto la sceneggiatura.
Fortemente voluto da Peter Sellers, sarà anche il suo penultimo film (l'attore morirà prematuramente un anno dopo), e forse la sua più intensa interpretazione, che gli valse anche una candidatura al Premio Oscar. Per la sua interpretazione in questo film, Melvyn Douglas vinse l'Oscar come miglior attore non protagonista.

## Trama
Chance è un giardiniere analfabeta e di mezza età, che non è mai uscito dalla casa nella quale ha lavorato per tutta la vita. L'unico collegamento col mondo esterno, nel corso di tutti questi anni, è stata la sola televisione.  Alla morte del padrone, Chance si ritrova in mezzo alla strada, con una valigia di vecchi abiti di lusso e un disarmante candore. Vagando disorientato e senza meta per le strade di una Washington sporca e maleducata, ben diversa dal mondo che lui vedeva rappresentato attraverso la TV, Chance viene investito dall'auto di Eve, moglie del potente ed influente uomo d'affari Benjamin Rand, la quale, preoccupandosi di soccorrere il malcapitato, lo porta nella sua grandiosa villa per farlo curare. Durante il tragitto in automobile, Eve chiede all'uomo come si chiami ma la sua risposta, "Chance il giardiniere", per via d'un colpo di tosse che la rende poco chiara viene recepita in "Chance Giardiniere" (come se il suo appellativo professionale fosse un cognome).
Chance si rimette presto dal piccolo incidente ma poi si trattiene in casa Rand come ospite, visto che il vecchio e malato Ben, marito di Eve, uomo d'affari e amico del presidente degli Stati Uniti, colpito dalla sua riservatezza, lo tiene in grande considerazione, e sua moglie addirittura se ne innamora. Tutto ciò avviene all'insaputa di Chance e in maniera del tutto fortuita, dato che quei pochi concetti che lui esprime (oltre alle sole espressioni rituali come "me ne rendo conto" o frasi di ringraziamento) riguardano il giardinaggio (unico argomento da lui conosciuto) e l'unica cosa che gli interessa è guardare la televisione. Ma in un mondo che è portato a vedere ciò che vuole, più che ciò che è, colui che pare soffrire di una disabilità cognitiva è scambiato per un saggio, sensibile e arguto osservatore (soltanto il medico di famiglia nutre dei sospetti sempre più concreti sulla sanità mentale di Chance).
Quando qualcuno cerca di parlargli con una metafora, una forma allegorica, oppure un doppio senso, Chance interpreta infatti alla lettera, rispondendo quindi in modo bizzarro. Le sue risposte vengono però puntualmente interpretate come frutto del suo senso dell'umorismo. A tal proposito, sono emblematiche le scene in ascensore, nelle quali Chance e un maggiordomo dialogano, ma ognuno dà un'interpretazione diversa a ciò che dice l'altro, senza che il dialogo perda un senso generale. L'equivoco non è destinato a sciogliersi, anzi: in qualunque contesto si trovi, dall'intimità di un dialogo a due con Ben al confronto con lo stesso presidente degli Stati Uniti, passando per la partecipazione a un talk-show televisivo, le risposte di Chance, sempre molto semplici e invariabilmente riferite al mondo del giardinaggio, vengono puntualmente scambiate per metafore dal significato profondo, proprie di una persona dalla grande saggezza e illuminante filosofia.
La polizia e i servizi segreti, sopravvalutandolo, impazziscono nel vano tentativo di rintracciare la pur minima informazione su di lui. Chance, infatti, non risulta iscritto all'anagrafe, non ha conti in banca, non ha beni a lui intestati e, non essendo mai uscito prima di allora dalla sua casa, ovviamente non ha nemmeno lasciato tracce della sua esistenza in nessun luogo. La totale assenza di qualsiasi indizio sulla sua identità fa credere ai membri della sicurezza che si tratti di un personaggio altolocato, protetto dalle più alte sfere del potere, che hanno avuto cura di far sparire tutti i documenti che lo riguardano.
Alla morte di Ben, eminenza grigia del potere espresso dal presidente, quest'ultimo pronuncia un discorso di commemorazione, mentre chi muove le fila del potere e presenzia al funerale, all'ombra di un famedio piramidale recante un occhio al suo vertice, già si chiede nelle mani di chi mettere il potere, in vista della scadenza del mandato dell'attuale presidente. L'attenzione dei grandi industriali finisce per indirizzarsi verso Chance, il quale, in un finale surreale, si allontana dalla cerimonia, teneramente distratto dalla natura circostante, e si avvia verso un laghetto, che percorre a piedi come fosse solido, una metafora forse della sua ingenua leggerezza mentale che gli permette di "camminare sulle acque"; nel frattempo si ascoltano ancora in sottofondo parole di Ben citate nel discorso funebre, che si concludono con la frase: «La vita è uno stato mentale».

## Produzione
Il film è stato girato nella spettacolare residenza dei banchieri Vanderbilt, la Biltmore Mansion ad Asheville (nella Carolina del Nord).

## Colonna sonora
La musica nel film è usata con una certa moderazione ma anche con una certa incisività: grande ruolo ha l'interpretazione che Johnny Mandel fa delle Gnossiennes 4 e 5 di Erik Satie. La scena che vede Chance lasciare la casa dove ha sempre vissuto è commentata dall'arrangiamento in chiave fusion, di Eumir Deodato, dell'Also Sprach Zarathustra di Richard Strauss, omaggio a Stanley Kubrick, nel cui film Il dottor Stranamore, ovvero: come imparai a non preoccuparmi e ad amare la bomba Sellers recitò in tre ruoli diversi. Nella scena in cui Eve porta a casa propria Chance, i due vedono in una televisione all'interno della lussuosa automobile alcune scene del cortometraggio Basketball Jones, basato sulla canzone Basketball Jones featuring Tyrone Shoelaces di Cheech & Chong.

## Accoglienza

### Critica
Fra le righe di una commedia garbata, Oltre il giardino affronta temi quali la comunicazione fra individui e classi sociali, il rapporto fra l'apparire e l'essere, risultando peraltro profetico nel ritrarre il potere mediatico della televisione, la sua capacità di imporre improvvisamente, come fondamentali, personaggi venuti dal nulla e dalla nulla consistenza, come appunto accade con il protagonista Chance Giardiniere.

## Riconoscimenti
- 1980 - Premio Oscar
  - Miglior attore non protagonista a Melvyn Douglas
  - Candidatura per Miglior attore protagonista a Peter Sellers
- 1980 - Golden Globe
  - Miglior attore in un film commedia o musicale a Peter Sellers
  - Miglior attore non protagonista a Melvyn Douglas
  - Candidatura per Miglior film commedia o musicale
  - Candidatura per Migliore regia a Hal Ashby
  - Candidatura per Miglior attrice in un film commedia o musicale a Shirley MacLaine
  - Candidatura per Migliore sceneggiatura a Jerzy Kosinski
- 1981 - Premio BAFTA
  - Migliore sceneggiatura a Jerzy Kosinski
  - Candidatura per Miglior film a Andrew Braunsberg
  - Candidatura per Miglior attore protagonista a Peter Sellers
  - Candidatura per Miglior attrice protagonista a Shirley MacLaine

- 1979 - Los Angeles Film Critics Association Award
  - Miglior attore non protagonista a Melvyn Douglas
- 1980 - Festival di Cannes
  - Candidatura per Palma d'Oro a Hal Ashby
- 1979 - National Board of Review Award
  - Migliori dieci film
  - Miglior attore protagonista a Peter Sellers
- 1979 - New York Film Critics Circle Award
  - Miglior attore non protagonista a Melvyn Douglas
  - Candidatura per Miglior attore protagonista a Peter Sellers
- 1982 - Awards of the Japanese Academy
  - Candidatura per Miglior film straniero
- 1980 - Writers Guild of America
  - Migliore sceneggiatura non originale a Jerzy Kosinski